# Poslanecký klub České pirátské strany

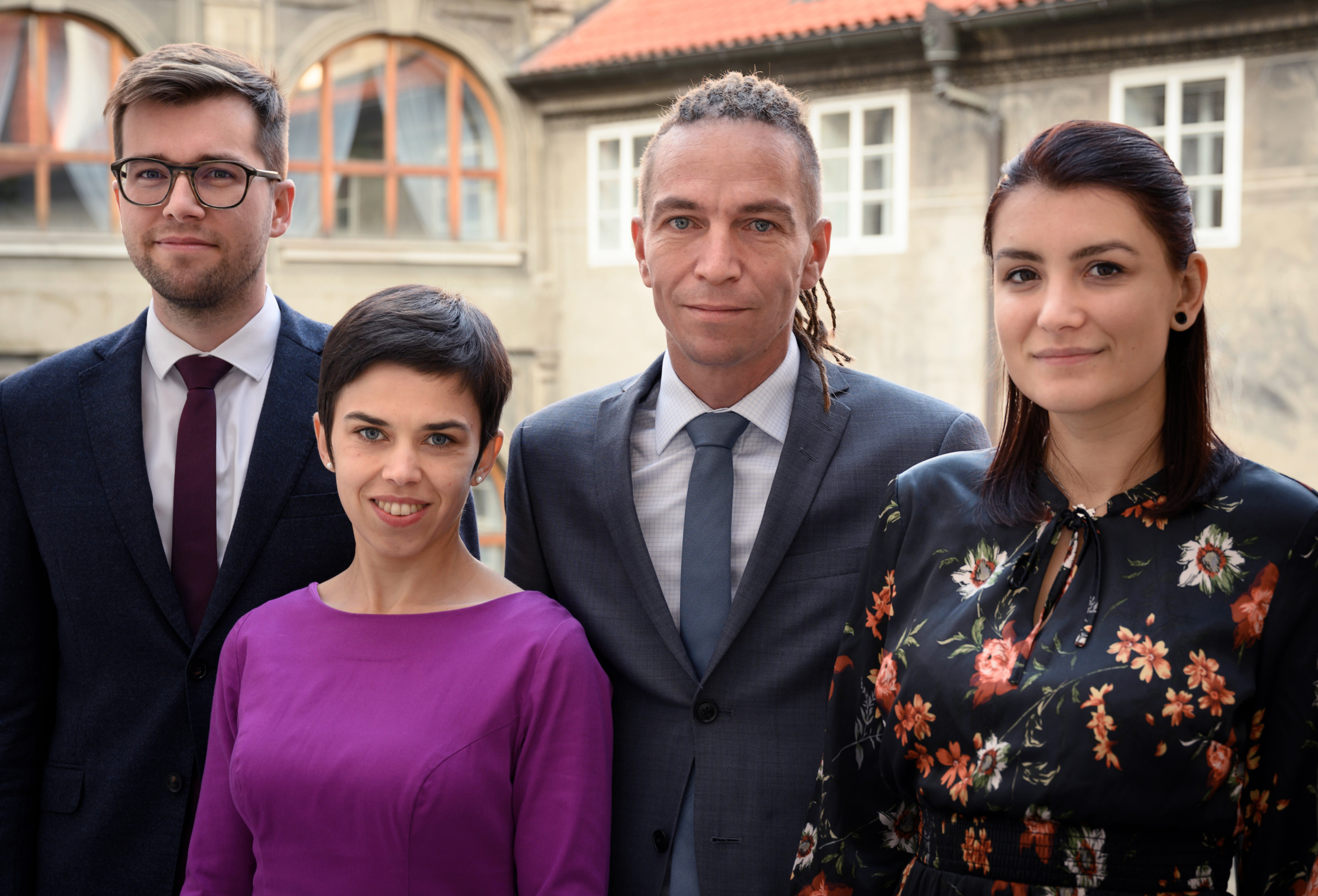
Poslanecký klub České pirátské strany v listopadu 2021

Poslanecký klub České pirátské strany je uskupení poslanců zvolených za Českou pirátskou stranu. Po volbách do Poslanecké sněmovny v roce 2021 má klub čtyři členy. Klub vznikl 14. října 2021, předsedou klubu byl stejně jako v předchozím volebním období zvolen Jakub Michálek. Strana ve volbách kandidovala v koalici s hnutím STAN. Dohromady získali 37 mandátů, ovšem vlivem masivního udělování preferenčních hlasů kandidátům STAN byli za Piráty nakonec zvoleni jen 4 poslanci. V předchozím volebním období, po volbách do Poslanecké sněmovny v roce 2017, měl poslanecký klub Pirátů 22 členů, a tak oproti předchozímu volebnímu období zeštíhlil o 18 členů.

## Členové klubu
| Funkce                 | Jméno a příjmení | Volební kraj       | Poznámka                  |
| ---------------------- | ---------------- | ------------------ | ------------------------- |
| Předseda klubu         | Jakub Michálek   | Hlavní město Praha |                           |
| Místopředsedkyně klubu | Olga Richterová  | Hlavní město Praha | místopředsedkyně sněmovny |
| Místopředsedkyně klubu | Klára Kocmanová  | Středočeský kraj   |                           |
| Člen klubu             | Ivan Bartoš      | Ústecký kraj       |                           |

## Historie klubu

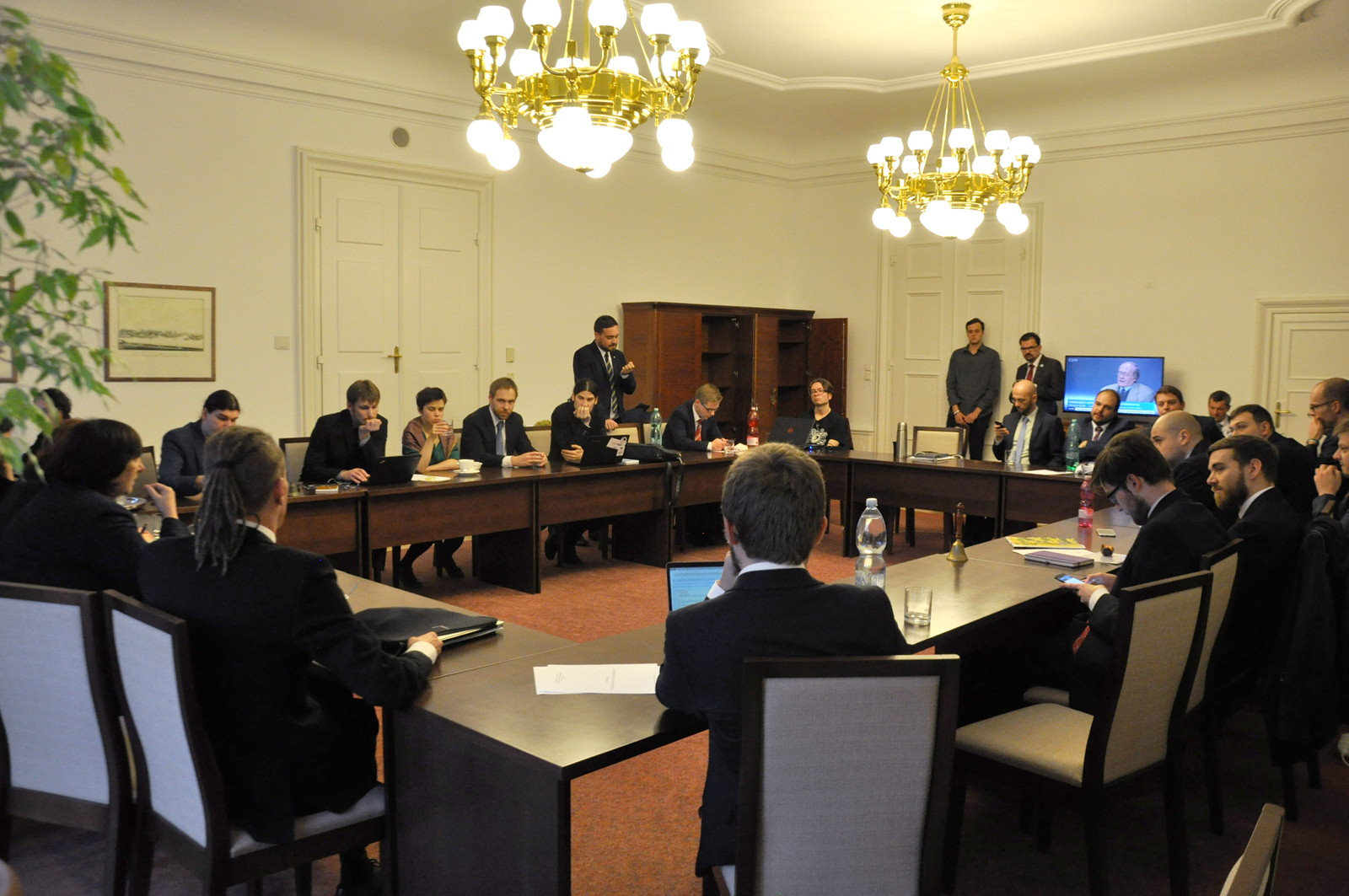
Zasedání Pirátů v kanceláři poslaneckého klubu (2017)

Poslanecký klub byl poprvé založen pro 8. volební období po volbách do Poslanecké sněmovny Parlamentu České republiky v roce 2017. Klub vznikl den po volbách, 22. října 2017, a měl 22 členů. Předsedou klubu se stal Jakub Michálek, poslanec zvolený za Prahu a tehdejší místopředseda strany. Kromě vedení si klub na své zakládající schůzi odhlasoval složení vyjednávacího povolebního týmu a také se usnesl na tom, že členové klubu budou v nové sněmovně hlasovat pro vydání poslanců za ANO Andreje Babiše a Jaroslava Faltýnka k trestnímu stíhání. Klub sídlil ve Šternberském paláci, v prostorách, které v minulém volebním období obýval poslanecký klub komunistů.
| Volby | Počet zvolených poslanců | Postavení klubu                      | Předseda klubu | Předseda strany |
| ----- | ------------------------ | ------------------------------------ | -------------- | --------------- |
| 2017  | 22/200                   | Opozice                              | Jakub Michálek | Ivan Bartoš     |
| 2021  | 4/200                    | Koalice (ODS, KDU-ČSL, TOP 09, STAN) | Jakub Michálek | Ivan Bartoš     |
| 2024  | 4/200                    | Opozice                              | Jakub Michálek | Zdeněk Hřib     |

### Členové klubu v letech 2017–2021
| Funkce           | Jméno poslance    | Ve funkci                           | Volební kraj         | Poznámka                                 |
| ---------------- | ----------------- | ----------------------------------- | -------------------- | ---------------------------------------- |
| Předseda         | Jakub Michálek    | od 22. října 2017                   | Hlavní město Praha   |                                          |
| 1. místopředseda | Lukáš Černohorský | od 22. října 2017                   | Moravskoslezský kraj |                                          |
| Místopředseda    | Jan Lipavský      | od 22. října 2017                   | Hlavní město Praha   |                                          |
| Místopředseda    | Martin Jiránek    | od 22. října 2017                   | Královéhradecký kraj |                                          |
| Místopředseda    | Lukáš Kolářík     | od 22. října 2017                   | Jihočeský kraj       |                                          |
| Člen             | Ivan Bartoš       | od 22. října 2017                   | Středočeský kraj     | předseda Výboru pro veřejnou správu      |
| Členka           | Dana Balcarová    | od 22. října 2017                   | Hlavní město Praha   | předsedkyně Výboru pro životní prostředí |
| Člen             | Ondřej Profant    | od 22. října 2017                   | Hlavní město Praha   |                                          |
| Členka           | Olga Richterová   | od 22. října 2017                   | Hlavní město Praha   |                                          |
| Členka           | Lenka Kozlová     | od 22. října 2017                   | Středočeský kraj     |                                          |
| Člen             | František Kopřiva | od 22. října 2017                   | Středočeský kraj     |                                          |
| Člen             | Lukáš Bartoň      | od 22. října 2017                   | Plzeňský kraj        |                                          |
| Člen             | Petr Třešňák      | od 22. října 2017                   | Karlovarský kraj     |                                          |
| Člen             | Tomáš Martínek    | od 22. října 2017                   | Liberecký kraj       |                                          |
| Člen             | Mikuláš Ferjenčík | od 22. října 2017                   | Pardubický kraj      |                                          |
| Člen             | Jan Pošvář        | od 22. října 2017                   | Kraj Vysočina        |                                          |
| Člen             | Radek Holomčík    | od 22. října 2017                   | Jihomoravský kraj    |                                          |
| Člen             | Tomáš Vymazal     | od 22. října 2017                   | Jihomoravský kraj    |                                          |
| Člen             | Vojtěch Pikal     | od 22. října 2017                   | Olomoucký kraj       | místopředseda sněmovny                   |
| Člen             | František Elfmark | od 22. října 2017                   | Zlínský kraj         |                                          |
| Člen             | Ondřej Polanský   | od 22. října 2017                   | Moravskoslezský kraj |                                          |
| Člen             | František Navrkal | od 6. června 2019                   | Ústecký kraj         |                                          |
| Člen             | Mikuláš Peksa     | od 22. října 2017 do 6. června 2019 | Ústecký kraj         | zvolen do evropského parlamentu          |

### Historie vedení klubu
Předseda
- Jakub Michálek (od 22. 10. 2017 dosud)

1. místopředseda
- Lukáš Černohorský (od 30. 10. 2017 do 21. 10. 2021)
- Olga Richterová (od 10. 10. 2021 dosud)[5]

2. místopředseda
- Dana Balcarová (od 30. 10. 2017 do 28. 2. 2018)
- Jan Lipavský (od 28. 2. 2018 do 7. 1. 2020)
- Lukáš Kolařík (od 7. 1. 2020 dosud do 21.10. 2021)

3. místopředseda
- Jan Lipavský (od 30. 10. 2017 do 28. 2. 2018)
- Martin Jiránek (od 28. 2. 2018 do 21. 10. 2021)

4. místopředseda
- Mikuláš Peksa (od 30. 10. 2017 do 28. 2. 2018)
- Vojtěch Pikal (od 28. 2. 2018 do 20. 6. 2018)
- Lukáš Kolařík (od 20. 6. 2018 do 7. 1. 2020)
- Jan Lipavský (od 7. 1. 2020 do 21. 10. 2021)